# Techno-pop
El techno-pop és un gènere de música electrònica caracteritzat per l'ús de sons elèctrics o robòtics sobre melodies simples. Nascut a finals dels anys 70, compta amb artistes rellevants com per exemple Brian Eno, determinats treballs de Pink Floyd, Depeche Mode, Ladytron i Miss Kittin. El so d'aquests grups ha estat caracteritzat com a fred o fosc, en oposició a altres gèneres similars com el dance. El gènere va néixer a partir del synthpop, del qual pren l'ús de sintetitzadors, i del pop britànic.